# 道尔沃什
道尔沃什，是匈牙利豪伊杜-比豪尔州所辖的一个村。总面积42.31平方公里，总人口554，人口密度13.1人/平方公里（2011年1月1日）。